# 원곡문화재단
원곡문화재단은 서예문화유산의 발굴수집하고 보전연구와 서예가 양성을 통한 서예문화발전 및 대중화에 기여할 목적으로 2001년 7월 4일 설립된 문화체육관광부 소관의 재단법인이다. 사무실은 서울특별시 종로구 신교동 6-10에 있다.
홈페이지:wongok.or.kr

## 주요 사업
- 원곡서예상 운영
- 고전서예 및 문헌 수집정리연구
- 연구자료 및 도서발간 보급
- 서예가 양성 및 대중화